# Сатево (Батопилас)
Сатево́ (исп. Satevó) — посёлок в Мексике, штат Чиуауа, входит в состав муниципалитета Батопилас. Численность населения, по данным переписи 2010 года, составила 188 человек.

## Общие сведения
Первое упоминание о поселении относится к 1698 году, когда до деревни индейцев тараумара добрались первые миссионеры-иезуиты.
В 1701 году в деревне была основана временная иезуитская миссия, которую основали Франсиско Монтойя и Леопольдо Мендивиль.
В 1773 году иезуиты были изгнаны из деревни, а в 1781 году францисканцами был основан храм Святого Ангела-хранителя, который стал достопримечательностью в наши дни.